# 奥利韦拉 (阿马兰蒂)
奥利韦拉是葡萄牙波尔图区的一个堂区。总面积3.43平方公里，总人口952人，人口密度277.6人/平方公里。